# George Villiers (1er duc de Buckingham)
Pour les articles homonymes, voir George Villiers et Villiers.
 (janvier 2024).
Si vous disposez d'ouvrages ou d'articles de référence ou si vous connaissez des sites web de qualité traitant du thème abordé ici, merci de compléter l'article en donnant les références utiles à sa vérifiabilité et en les liant à la section « Notes et références ».
George Villiers, 1er comte puis duc de Buckingham à la deuxième création (1623) de ce titre, né le 28 août 1592 à Brooksby, dans le Leicestershire, et assassiné le 23 août 1628 à Portsmouth, est un important homme d’État anglais. Sa famille est d'origine normande.

## Biographie
Il fut le favori de Jacques Ier d'Angleterre puis de Charles Ier.
C'est à sa demande qu'Antoine van Dyck partit en Angleterre pour la première fois en 1620.
Doué de toutes les grâces du corps et de l'esprit, il plut à Jacques, qui éloigna pour lui son favori Robert Carr de Somerset. Il fut élevé en moins de deux ans aux plus hautes dignités : créé marquis puis duc en 1623, il devint Premier ministre, et fut le dispensateur de toutes les faveurs. Son pouvoir lui permit de s'enrichir, en partie grâce à la faiblesse et à la connivence du chancelier Francis Bacon, en établissant de nouvelles taxes et en vendant des privilèges ; il poussa le roi à dissoudre plusieurs parlements et entraîna son pays dans des guerres désastreuses.
Envoyé en Espagne (1623) pour négocier le mariage du prince de Galles (Charles Ier d'Angleterre) avec l'infante Marie-Anne, il ne put faire aboutir ce projet, à la suite de quoi il détermina le roi à déclarer la guerre à l'Espagne.

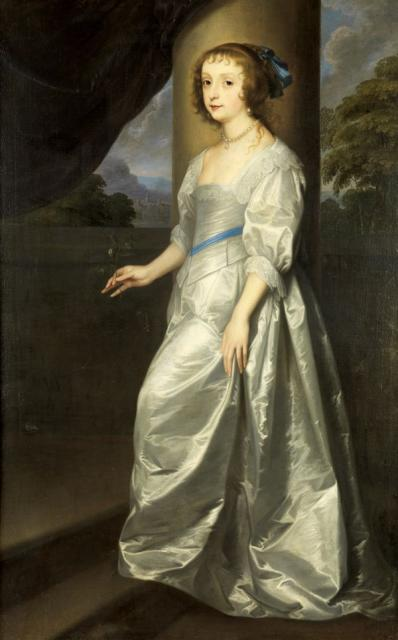
Portrait de Lady Mary Villiers, 1633.
Musée national de Cracovie, Pologne.

Envoyé plus tard en France, en compagnie du comte de Holland, pour demander la main d'Henriette-Marie de France, fille de France, fille de Henri IV, pour le compte du roi d'Angleterre, il aurait courtisé la reine Anne d'Autriche, et aurait été éconduit après s'être attiré la haine de Louis XIII et de Richelieu.
Il alla porter des secours aux protestants insurgés, fut l'auteur du siège de Saint-Martin-de-Ré en 1627 contre le comte de Toiras ; il fit des tentatives sur La Rochelle et l'île de Ré, où il perdit plus de 4 000 hommes (sur un effectif de 7 000).
Alors qu'il préparait une seconde expédition à Portsmouth, il fut assassiné, le 23 août 1628, par le fanatique John Felton, qui croyait, par ce meurtre, servir sa patrie. Plusieurs fois, les Communes avaient demandé son éloignement.

## Personnage de roman
Appelé « Bouquingan » par les Français de l'époque, Alexandre Dumas, dans Les Trois Mousquetaires, le suppose amant de la reine de France Anne d'Autriche, et lui donne une carrure de personnage romantique, souffrant d'un amour impossible, tandis que Robert Merle, dans Fortune de France, le dépeint comme un vaniteux abusant de la naïveté de la reine.
Le duc de Buckingham a été un personnage historique très controversé. Si Alexandre Dumas le décrit en des termes paradoxalement positifs dans Les Trois Mousquetaires, le romancier et historien anglais Charles Dickens, en revanche, ne cache pas son rejet total du duc dans son livre A Child’s History of England.
Selon Dickens, lorsque le roi anglais Charles Ier chargea le duc de Buckingham (« cet insolent parvenu ») d’escorter la fiancée royale, la princesse Henriette-Marie (Henriette de France), de Paris en Angleterre, Buckingham — « avec son audace coutumière » — fit la cour,à la reine de France, Anne d'Autriche, qui apparemment éconduisit l'entreprenant duc. Cette conduite créa un conflit diplomatique extrêmement grave, dont le cardinal Richelieu, ministre du roi de France Louis XIII, profita. Plus tard, « ce pestilent de Buckingham, en vue de gratifier sa vanité blessée », entraîna l’Angleterre dans une guerre avec la France et l’Espagne.
Le duc de La Rochefoucauld rapporte dans ses Mémoires (Première partie, 1624-1642) l'aventure de Buckingham avec la reine de France Anne d'Autriche. Selon La Rochefoucauld, le cardinal de Richelieu, qui aurait eu par ailleurs un penchant amoureux pour Anne d'Autriche, aurait entrepris d'employer pour espion Mme de Carlyle afin de perdre Anne d'Autriche aux yeux de Louis XIII et d'assurer par là son pouvoir personnel auprès du roi. L'affaire dite des Ferrets de diamants, rapportée par le duc de La Rochefoucauld, inspira largement l'action des Trois Mousquetaires d'Alexandre Dumas.
Et Dickens de commenter : « Pour de si mesquines causes et de si mesquines créatures se déclenchent parfois les guerres. » Loin de regretter le meurtre de Buckingham, Dickens conclut qu’il « était destiné à ne plus faire trop de dégâts dans ce monde ».

## Interprétations
Le personnage du duc de Buckingham est interprété au cinéma et à la télévision par :
- Herbert Barrington dans The Three Musketeers: Part 1 et Part 2 de J. Searle Dawley (1911)
- Jean Peyrière dans Les Trois Mousquetaires (1912)
- Harvey Clark dans Les Trois Mousquetaires (en) de Charles Swickard (1916)
- Thomas Holding dans Les Trois Mousquetaires (The Three Musketeers) de Fred Niblo (1921)
- Harry Mann (en) dans L'Étroit Mousquetaire (1922). Parodie de Max Linder.
- Maurice Escande dans Les Trois Mousquetaires (1932)
- Lucien Mussière dans Les Quatre Mousquetaires (1934)
- Guy Bellis (en) dans Cardinal Richelieu (1935)
- Ralph Forbes dans Les Trois Mousquetaires (1935)
- Lester Matthews dans Les trois louf'quetaires (en) (The Three Musketeers) d'Allan Dwan
- Jorge Reyes (en) dans Les Trois Mousquetaires (Los Tres mosqueteros) de Miguel M. Delgado (1942)
- John Sutton dans Les Trois Mousquetaires (1948)
- Gilles Margaritis dans Les Quatre Mousquetaires de Gilles Margaritis (1953)
- Steve Barclay dans Les Trois Mousquetaires (1953)
- John Van Eyssen dans Les Trois Mousquetaires (The Three Musketeers), mini-série de Rex Tucker (en) (1954)
- Fábio Cardoso dans Les Trois Mousquetaires (Os três Mosqueteiros), téléfilm (1957)
- Rafael Banquells (en) dans Les trois mousquetaires et demi (Los tres mosqueteros… y medio) de Gilberto Martínez Solares (1957)
- Bernard Dhéran dans Les Trois Mousquetaires, téléfilm (1959)
- Jacques Berthier dans Les Trois Mousquetaires (1961)
- Franco Ressel dans Le Quatrième Mousquetaire (I quattro moschettieri) de Carlo Ludovico Bragaglia (1963)
- Memmo Carotenuto dans Biblioteca di Studio Uno (it), ép. « I tre moschettieri » (1964)
- Simon Oates (en) dans Les Trois Mousquetaires (en) (The Three Musketeers), série de Peter Hammond (en) (1966)
- Dietmar Schönherr dans D'Artagnan, mini-série de Claude Barma (1969)
- Jordi Serrat (ca) dans Les Trois Mousquetaires (Los Tres mosqueteros), série de Pedro Amalio López (en) (1970)
- Simon Ward dans Les Trois Mousquetaires (The Three Musketeers, 1973) et On l'appelait Milady (The Revenge of Milady, 1974)
- Bernard Haller dans Les Quatre Charlots mousquetaires et Les Charlots en folie : À nous quatre Cardinal ! (1974)
- Alexeï Kuznetsov (ru) dans D'Artagnan et les Trois Mousquetaires (Д'Артаньян и три мушкетёра), téléfilm (1979)
- Jean-Renaud Garcia dans Les trois mousquetaires ou L'escrime ne paie pas de Francis Perrin, pièce de théâtre télévisée (1979)
- Pedro Aguinaga (pt) dans Os Três Mosqueteiros Trapalhões de Adriano Stuart (pt) et Os Trapalhões (1980)
- Luis Lombardero dans Les Trois Mousquetaires, série d'animation (1983)
- Petr Štěpánek (en) dans Les Trois Mousquetaires (Tři mušketýři), téléfilm de Ladislav Rychman (1983)
- Ricardo Tundidor dans La folle histoire des trois mousquetaires (es) (La loca historia de los tres mosqueteros) de Mariano Ozores (1983)
- Hervé Pauchon dans D'Artagnan de Pierre Cavassilas (d) (1991)
- Spencer Houghton dans King Charles I: The Royal Martyr, vidéo (1994)
- Jeremy Clyde (en) dans D'Artagnan (2001)
- Bart de Vries (en) dans 3 Musketiers - De musical (en), comédie musicale de Rob et Ferdi Bolland (2003)
- Rupert Graves dans Charles II : The Power and the Passion, téléfilm britannique (2003)
- Nicholas Rowe dans La Femme mousquetaire (La Femme Musketeer), téléfilm de Steve Boyum (2004)
- Christopher Buchholz dans Milady, téléfilm de Josée Dayan (2004)
- Matthew Chambers (en) dans D'Artagnan et les Trois Mousquetaires, téléfilm de Pierre Aknine (2005)
- Peter Mygind dans Les Trois Mousquetaires (De tre musketerer), vidéofilm danois en marionettes de Jānis Cimmermanis (lv)
- Orlando Bloom dans Les Trois Mousquetaires (2011)
- William Miller (en) dans El Capitan (es) (Las aventuras del Capitán Alatriste), série de José Manuel Lorenzo (en) adaptée des Aventures du capitaine Alatriste (2015)
- Konstantin Lavronenko dans Les Trois Mousquetaires (Три мушкетёра (Tri mushketera)), film russe de Sergueï Jigounov (2013)
- Dionisis Tsaftaridis dans Milady's Dinner, court-métrage de danse de Fenia Apostolou (2013)
- Golan Yosef dans la comédie musicale Les Trois Mousquetaires (2015-2017)
- Jacob Fortune-Lloyd dans Les Trois Mousquetaires : D'Artagnan et Les Trois Mousquetaires : Milady (2023)
- Nicholas Galitzine dans Mary and George (2024)
- Freddie Dennis dans Une amitié dangereuse (2025)